# وكالة المياه (فرنسا)
وكالة المياه في فرنسا ، والتي كانت تسمى سابقًا "وكالة الحوض"، هي مؤسسة إدارية عامة تشارك في إدارة المياه داخل منطقة حوض إدارية، تتوافق حدودها مع حوض مائي كبير. هناك ستة منها، أنشئت جميعها بموجب قانون المياه لعام 1964 م، والمحددة بموجب قانون 3 يناير 1992 م. تم تجهيز الأحواض الهيدروغرافية في المقاطعات الخارجية في جوادلوب، وغويانا الفرنسية، ومارتينيك، وريونيون بمكتب مياه، بمهام مماثلة. 
في عام 2000 أنشأ الاتحاد الأوروبي مناطق هيدروغرافية على غرار وكالات الأحواض المائية هذه؛ وفي بلدان أخرى يتم تنفيذ أنشطتها عن طريق مجلس للمياه .

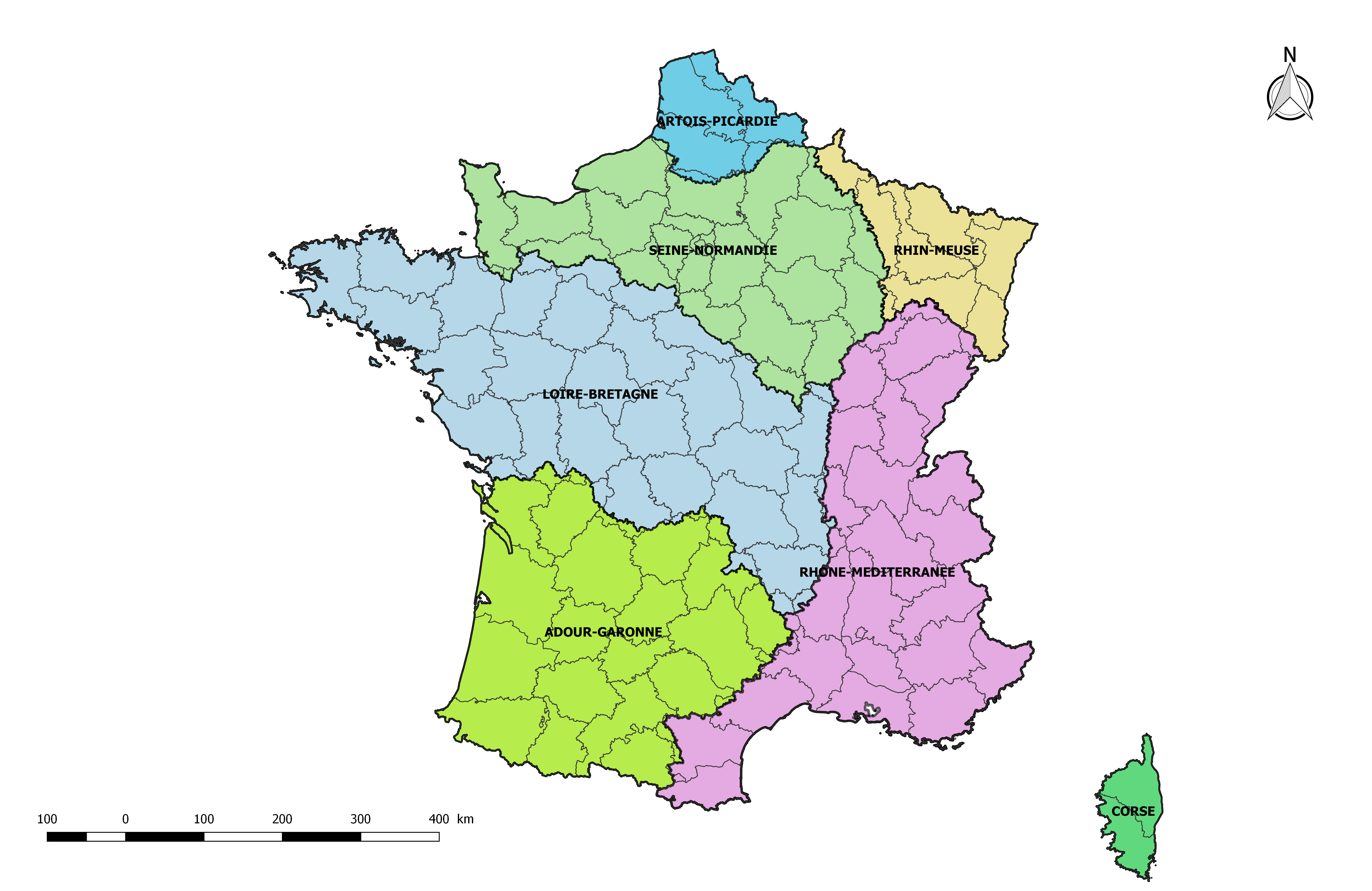
خريطة مناطق الأحواض في فرنسا الكبرى ، مناطق اختصاص وكالات المياه. تغطي وكالة الرون-المتوسط-كورسيكا فقط منطقتين من حوض النهر (الرون-المتوسط وكورسيكا).

## أنظر أيضاً
- اتفاقية برشلونة
- اتفاقية أوسبار
- إطار عمل الاستراتيجية البحرية
- المكتب الفرنسي للتنوع البيولوجي
- الغابات النهرية
- مدير مخطط إدارة وإدارة المياه